# Autoroute 409 (Ontario)
L'autoroute 409 est une autoroute de la série 400 dans la région du grand Toronto, en Ontario, Canada.
C'est une route d'accès principale à l'aéroport international Pearson.
La portion de l'autoroute 409 à l'ouest de l'autoroute 427 appartient et est exploitée par l'Autorité aéroportuaire du Grand Toronto, bien qu'elle soit signalée en tant qu'autoroute 409 est.
La Police provinciale de l'Ontario (de l'est de l'autoroute 427 jusqu'à l'autoroute 401) et la Police régionale de Peel (à l'ouest de l'autoroute 427) patrouillent l'autoroute.